# Dumitru Dămăceanu
Dumitru Dămăceanu, romunski general, * 1896, † 1978.